# Supertaça Cândido de Oliveira de 2022
A Supertaça Cândido de Oliveira de 2022 foi a 44.ª edição da Supertaça Cândido de Oliveira. 
Foi disputada pelo campeão da Primeira Liga de 2021–22 Porto e pelo finalista da Taça de Portugal de 2021–22 Tondela, onde o dragão sagrou-se campeão ao vencer o auriverde por 3–0 e ganhou seu 23.º título da competição.

## Antecedentes e histórico
A FPF anunciou em 28 de junho que a disputa seria em 30 de julho no Estádio Municipal de Aveiro, que recebeu a 12.ª final da competição em 14 anos, sendo esse o jogo de inauguração da temporada 2022–23. O Porto conseguiu uma dobradinha ao ser campeão da Primeira Liga e da Taça de Portugal da temporada 2021–22, indo para sua 32.ª participação na Supertaça e havendo conquistado 22 títulos, buscando o 25.º título seguido dos chamados "grandes" de Portugal. O Tondela, finalista da Taça de Portugal na temporada, foi para sua primeira participação na competição.

## Qualificação
O Porto classificou-se para a disputa da Supertaça em 7 de maio, ao bater o Benfica por 1–0 sobre o na 33ª rodada do Campeonato Nacional, conquistando o seu 30.º título da competição. O Tondela classificou-se para disputa por ser o finalista da Taça de Portugal, onde foi superado por 3–1 pelo Porto em 22 de maio, que conquistou seu 18.º título da competição.

## Partida
| 31 de julho de 2022 | Porto                           | 3–0   | Tondela | Estádio Municipal de Aveiro          |
| 20:45               | Taremi 30', 82' · Evanilson 33' | dados |         | Público: 28,205 Árbitro: Manuel Mota |

| Porto | Cores do Time Tondela |

| G                | 1  | Agustín Marchesín          |     |     |
| LD               | 23 | João Mário                 |     |     |
| Z                | 5  | Pepe                       |     |     |
| Z                | 3  | Iván Marcano               |     |     |
| LE               | 12 | Zaidu Sanusi               |     |     |
| V                | 8  | Matheus Uribe              | 60' |     |
| M                | 11 | Pepê                       |     | 87' |
| M                | 16 | Marko Grujić (Galeno)      | 64' | 70' |
| M                | 19 | Danny Loader (Eustáquio)   |     | 70' |
| M                | 9  | Mehdi Taremi               | 87' | 88' |
| A                | 30 | Evanilson                  |     | 46' |
| Substituições:   |    |                            |     |     |
| V                | 46 | Stephen Eustáquio (Loader) |     | 70' |
| V                | 28 | Bruno Costa                |     | 87' |
| A                | 29 | Toni Martínez              |     | 46' |
| A                | 13 | Galeno (Grujić)            |     | 70' |
| A                | 7  | Gabriel Veron              |     | 88' |
| Treinador:       |    |                            |     |     |
| Sérgio Conceição |    |                            |     |     |

| G              | 16 | Babacar Niasse   |     |     |
| Z              | 4  | Jota Gonçalves   |     |     |
| Z              | 23 | Marcelo Alves    |     |     |
| Z              | 15 | Manu Hernando    |     |     |
| V              | 6  | Pedro Augusto    |     |     |
| V              | 21 | Iker Undabarrena |     |     |
| M              | 19 | Tiago Almeida    |     |     |
| M              | 24 | Naoufel Khacef   | 37' | 46' |
| A              | 8  | Telmo Arcanjo    |     | 90' |
| A              | 2  | Bebeto           |     |     |
| A              | 9  | Daniel dos Anjos |     |     |
| Substituições: |    |                  |     |     |
| M              | 10 | Rafael Barbosa   |     | 46' |
| M              | 23 | Rodrigo Cascavel |     | 90' |
| Treinador:     |    |                  |     |     |
| Tozé Marreco   |    |                  |     |     |

## Vencedor
| Supertaça Cândido de Oliveira 2022 |
| ---------------------------------- |
| Porto (23º Título)                 |